# Бад-Бляйберг

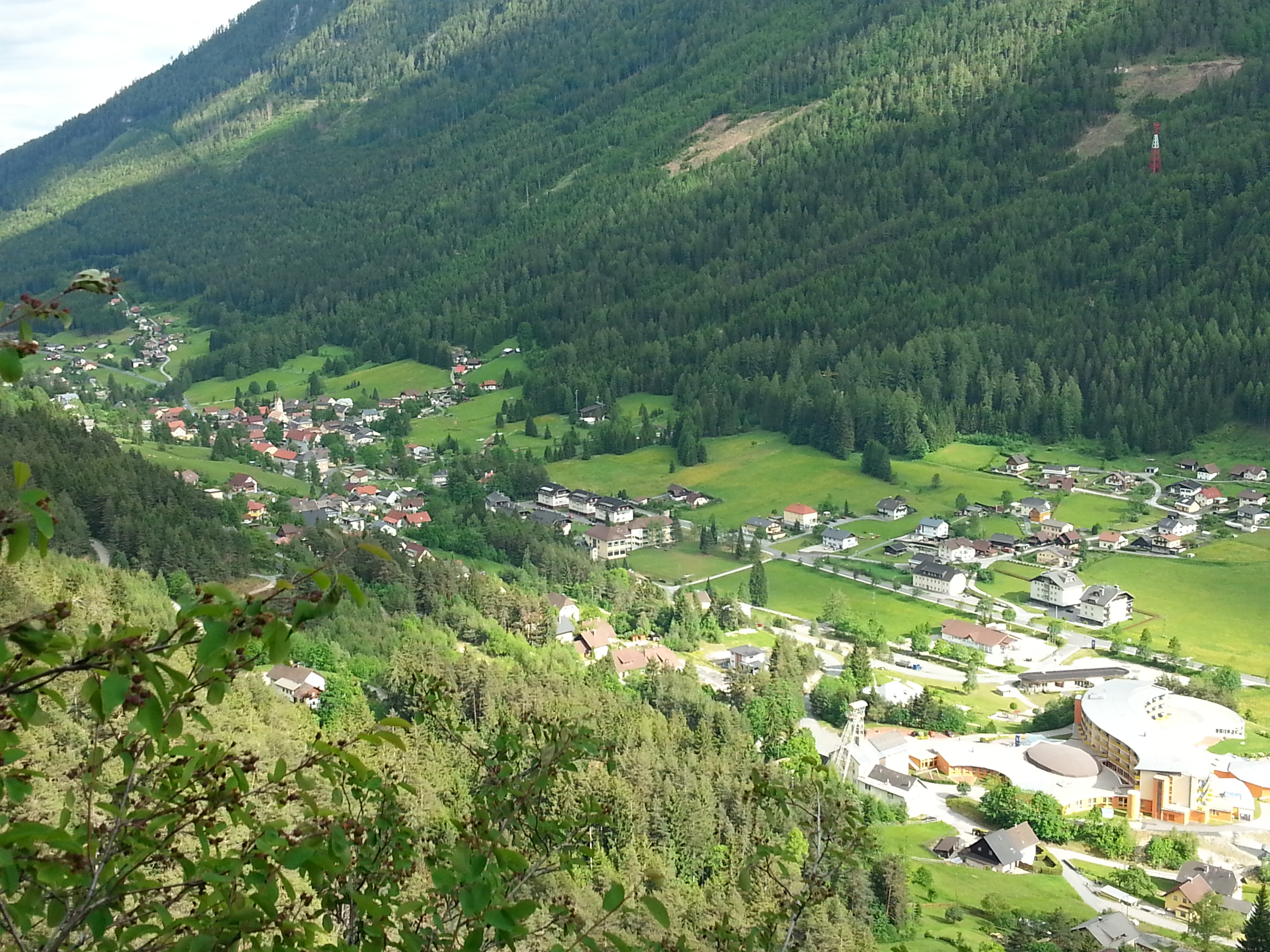
Бад-Бляйберг

Бад-Бляйберг (нім. Bad Bleiberg, словен. Plajberk pri Beljaku) — ярмаркова громада (нім. Marktgemeinde) політичного округу Філлах-Ланд в землі Каринтія, Австрія. Громада Бад-Бляйберг – курорт на термальних водах.

## Етимологія
Бад-Бляйберг — дослівно, у буквальному перекладі, означає "Курорт у Свинцовій гори". До 01.07.1978 р. ярмаркова громада мала назву Блайберг-об-Філлах (нім. Bleiberg ob Villach), тобто, "Свинцева гора біля Філлаха".

## Клімат
Курорт знаходиться у зоні, котра характеризується вологим континентальним кліматом з теплим літом. Найтепліший місяць — липень із середньою температурою 16 °C (60.8 °F). Найхолодніший місяць — січень, із середньою температурою -4 °С (24.8 °F).
| Клімат Бад-Бляйберга    | Клімат Бад-Бляйберга | Клімат Бад-Бляйберга | Клімат Бад-Бляйберга | Клімат Бад-Бляйберга | Клімат Бад-Бляйберга | Клімат Бад-Бляйберга | Клімат Бад-Бляйберга | Клімат Бад-Бляйберга | Клімат Бад-Бляйберга | Клімат Бад-Бляйберга | Клімат Бад-Бляйберга | Клімат Бад-Бляйберга | Клімат Бад-Бляйберга |
| Показник                | Січ.                 | Лют.                 | Бер.                 | Квіт.                | Трав.                | Черв.                | Лип.                 | Серп.                | Вер.                 | Жовт.                | Лист.                | Груд.                | Рік                  |
| Абсолютний максимум, °C | 11,3                 | 17,6                 | 20,4                 | 24                   | 28,4                 | 30,1                 | 30                   | 34                   | 27,5                 | 22,4                 | 17,5                 | 13,2                 | 34                   |
| Середній максимум, °C   | −0,1                 | 3,2                  | 7,5                  | 11,3                 | 16,6                 | 19,8                 | 22                   | 21,7                 | 17,3                 | 11,6                 | 4,4                  | 0,4                  | 11,3                 |
| Середня температура, °C | −4                   | −2,1                 | 1,7                  | 5,6                  | 10,9                 | 14                   | 16                   | 15,6                 | 11,4                 | 6,2                  | 0,4                  | −3,3                 | 6                    |
| Середній мінімум, °C    | −7,2                 | −5,9                 | −2,4                 | 0,9                  | 5,6                  | 8,6                  | 10,6                 | 10,6                 | 7,1                  | 2,7                  | −2,5                 | −6,4                 | 1,8                  |
| Абсолютний мінімум, °C  | −22,5                | −19,5                | −22,2                | −9,9                 | −11,6                | −0,5                 | 1,8                  | 1,1                  | −9                   | −10,4                | −17,4                | −20,8                | −22,5                |
| Норма опадів, мм        | 55.5                 | 52.4                 | 82                   | 111.1                | 117.6                | 151.1                | 155.9                | 121.8                | 120                  | 128.5                | 125.2                | 68.9                 | 1290                 |
| Днів з опадами          | 5,8                  | 5,5                  | 8,4                  | 8,2                  | 7,8                  | 10,3                 | 8,7                  | 6                    | 7,1                  | 9,8                  | 6,8                  | 6,4                  | 90,8                 |
| ----------------------- | -------------------- | -------------------- | -------------------- | -------------------- | -------------------- | -------------------- | -------------------- | -------------------- | -------------------- | -------------------- | -------------------- | -------------------- | -------------------- |
| Джерело: Weatherbase    |                      |                      |                      |                      |                      |                      |                      |                      |                      |                      |                      |                      |                      |

## Демографія
Населення громади за роками (дані статистичного бюро Австрії)

## Загальні відомості
Місцева громада (нім. Ortsgemeinde) Блайберг (нім. Bleiberg) була створена в 1850 році на підставі тимчасових законів від 17 березня 1849 року у складі округу V. Філлах (нім. V. Villach) коронної землі Каринтія з двох податкових громад (нім. Steuergemeinden):
- Блайберг (нім. Bleiberg) з населенням 2 255 осіб (площа: 4 315 йохів та 1 355 клафтерів[Ком. 1][8][Ком. 2]) та
- Кройт (нім. Kreuth) з населенням 1 984 особи (площа: 3 450 йохів та 1 241 клафтер)[9].

Згодом громада була перейменована у Блайберг-об-Філлах (нім. Bleiberg ob Villach). У 1930 році громаді було присвоєно ярмарковий статус через її надрегіональне значення. Цей статус був підтверджений юридично "Каринтійським генеральним муніципальним кодексом" у 2003 та 2017 рр.
У 1978 році громаді було присвоєно статус курорту, що спричинило за собою зміну назви з Блайберг-об-Філлах на Бад-Бляйберг.
Офіційний код громади – 20705.
На 1 січня 2017 року:
- населення громади за остаточними даними оцінки становить 2 336 осіб[1];
- загальна площа громади складає 4 480,92 га[1];
- густота населення – 52,13 осіб/км².

### Сусідні громади
| Санкт-Штефан-ім-Гайльталь | Патерніон Вайсенштайн         | Вайсенштайн |
| Неч-ім-Гайльталь          |                               | Філлах      |
| Неч-ім-Гайльталь          | Неч-ім-Гайльталь Арнольдштайн | Філлах      |

### Внутрішній поділ ярмаркової громади
Ярмаркова громада підрозділяється на п'ять офіційних ортшафтів (населених пунктів).
| № | Код   | Поштовий індекс | Ортшафт        | Ортшафт          | Площа, га 2001-05-15 | Населення, осіб | Населення, осіб | Населення, осіб | Приватні домоволодіння, 2011-10-31 | Кількість забудов, 2011-10-31 | Тип ортшафта, 2001-05-15 |
| № | Код   | Поштовий індекс | (укр.)         | (нім.)           | Площа, га 2001-05-15 | 2001-05-15      | 2011-10-31      | 2017-01-01      | Приватні домоволодіння, 2011-10-31 | Кількість забудов, 2011-10-31 | Тип ортшафта, 2001-05-15 |
| --- | ----- | --------------- | -------------- | ---------------- | -------------------- | --------------- | --------------- | --------------- | ---------------------------------- | ----------------------------- | ------------------------ |
| 1 | 2312  | 9530            | Бад-Бляйберг   | Bad Bleiberg     | 2 484,90             | 589             | 486             | 476             | 246                                | 200                           | M                        |
| 2 | 2310  | 9531            | Блайберг-Кройт | Bleiberg-Kreuth  | 1 995,57             | 1 0550          | 973             | 901             | 419                                | 370                           | D                        |
| 3 | 2311  | 9530            | Блайберг-Неч   | Bleiberg-Nötsch  | Бад-Бляйберг         | 776             | 648             | 695             | 339                                | 204                           | D                        |
| 4 | 2313  | 9530            | Гюттендорф     | Hüttendorf       | Бад-Бляйберг         | 258             | 221             | 199             | 099                                | 099                           | D                        |
| 5 | 2314  | 9530            | Кадучен        | Kadutschen       | Бад-Бляйберг         | 075             | 076             | 065             | 033                                | 032                           | ZH                       |
| – | 20705 | 9530, 9531      | Бад-Бляйберг0  | Bad Bleiberg (M) | 4 480,47             | 2 7530          | 2 4040          | 2 3360          | 1 1360                             | 905                           | MG                       |
| Примітки: - – Код (Офіційний код ортшафта / громади) - – Містечко, адміністративний центр громади (M – Hauptort einer Marktgemeinde) - – Село (D – Dorf) - – Розкидане поселення (ZH – Zerstreute Häuser) - – Ярмаркова громада (MG – Marktgemeinde) |       |                 |                |                  |                      |                 |                 |                 |                                    |                               |                          |

## Культові будівлі та споруди

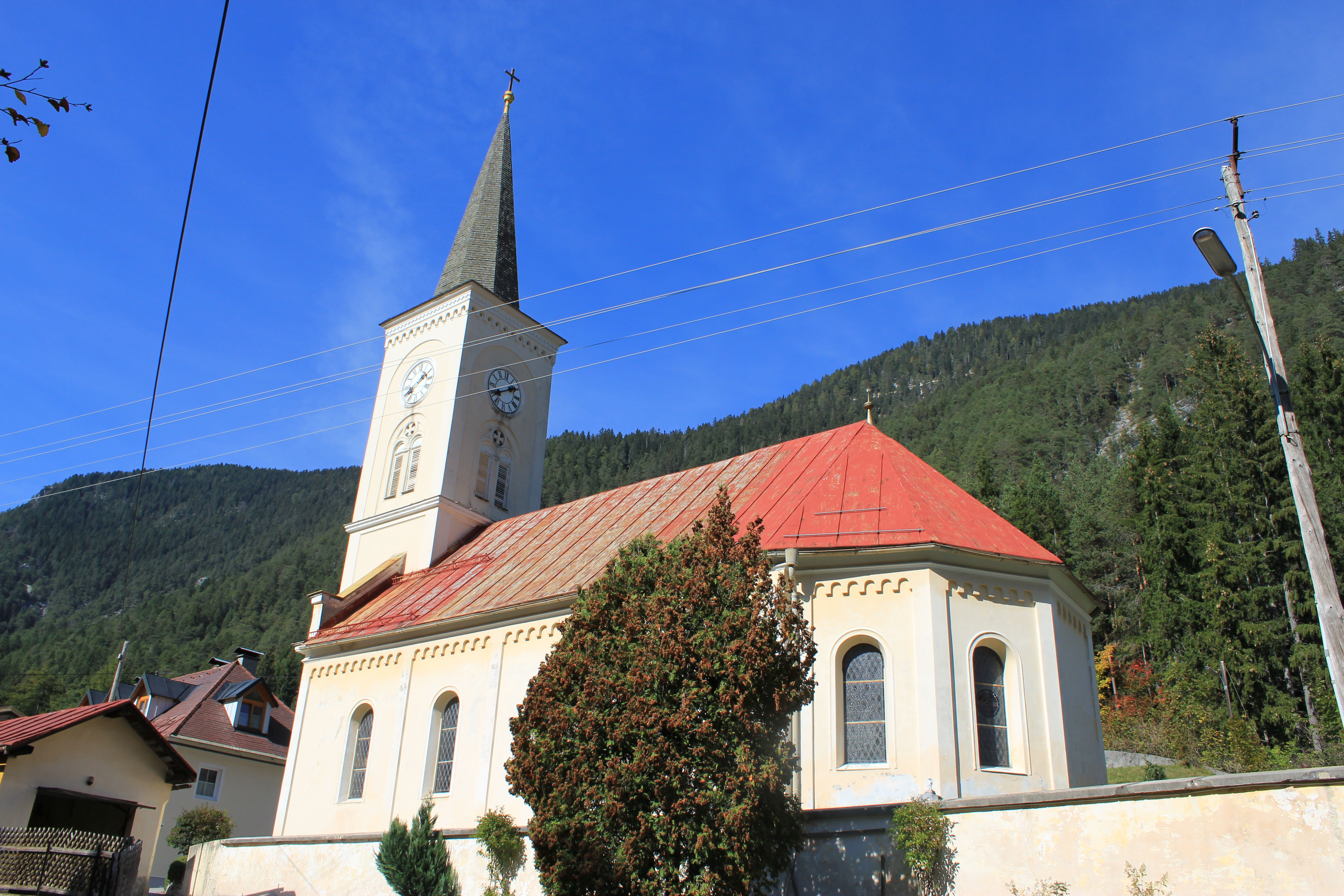
Протестантська церква (Блайберг-Неч)

- Протестантська церква Блайберга[de] – церква в ортшафті Блайберг-Неч. Збудована у 1783 році як молитовний будинок. Згодом, в 1857-58 роках, будинок був перетворений в церкву у зв'язку з будівництвом вежі та іншими змінами.
- Німецька каплиця на горі Добрач[de] – це каплиця на честь матері Іісуса Христа – Марії. Вона розташована на висоті 2159 м над рівнем моря (найвища точка гори Добрач[de] – 2166 м). Легенда свідчить, що будівництво церкви передувало появі Пресвятої Богородиці. Каплиця освячена 15 серпня 1693 року. 1731 року первісна дерев'яна каплиця була замінена кам'яною кладкою, яка була освячена в 1853 році. У північному хорі кут – невелика пірамідальна вежа з дахом, покритим черепицею. Простенька будівля складається з нефа із плоскою стелею і склепінчастим хором. Вівтар, позначений «1690» і «1855», був відновлений в 1992 році.

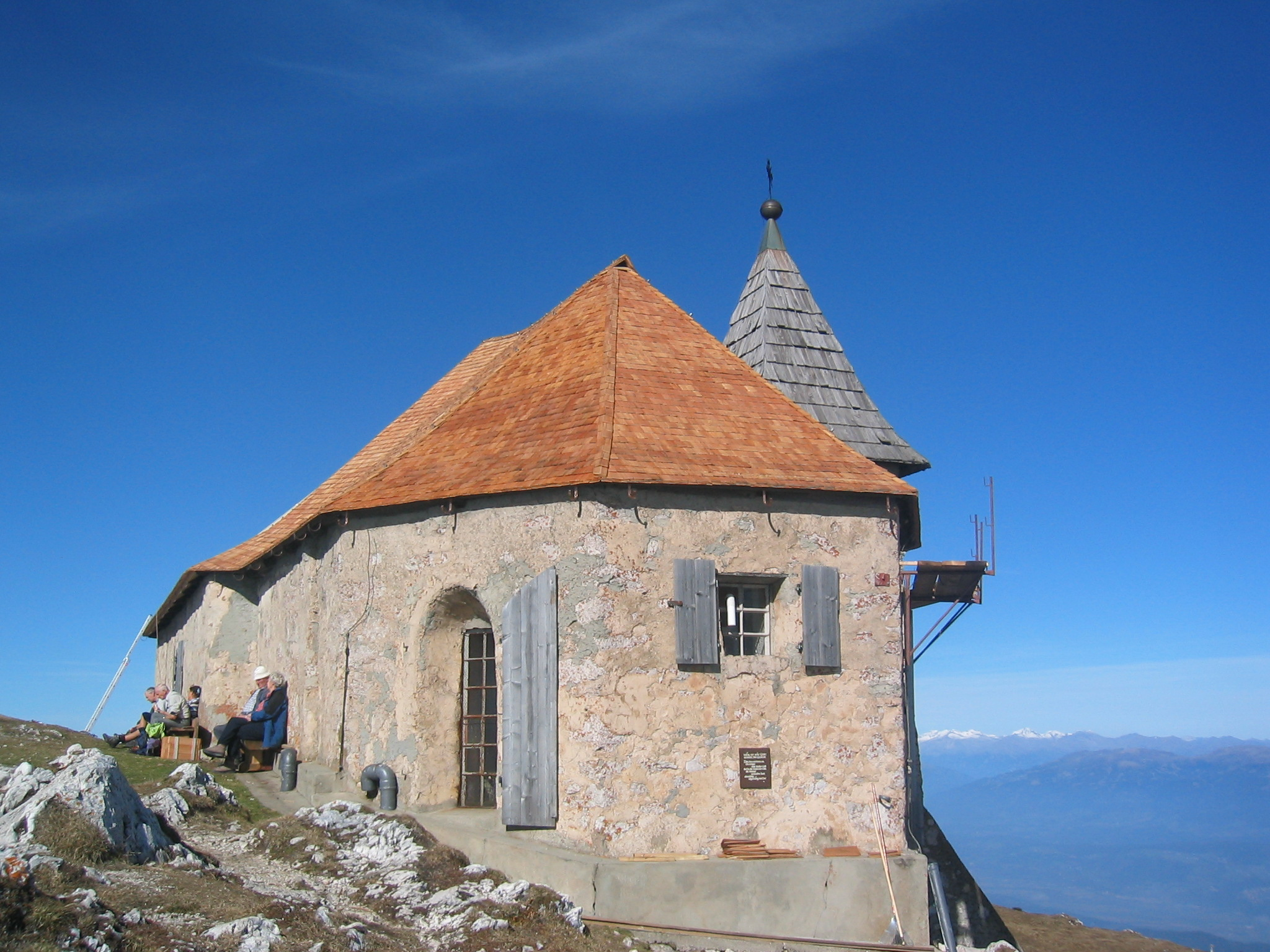
Німецька каплиця на горі Добрач (2159 м над рівнем моря)
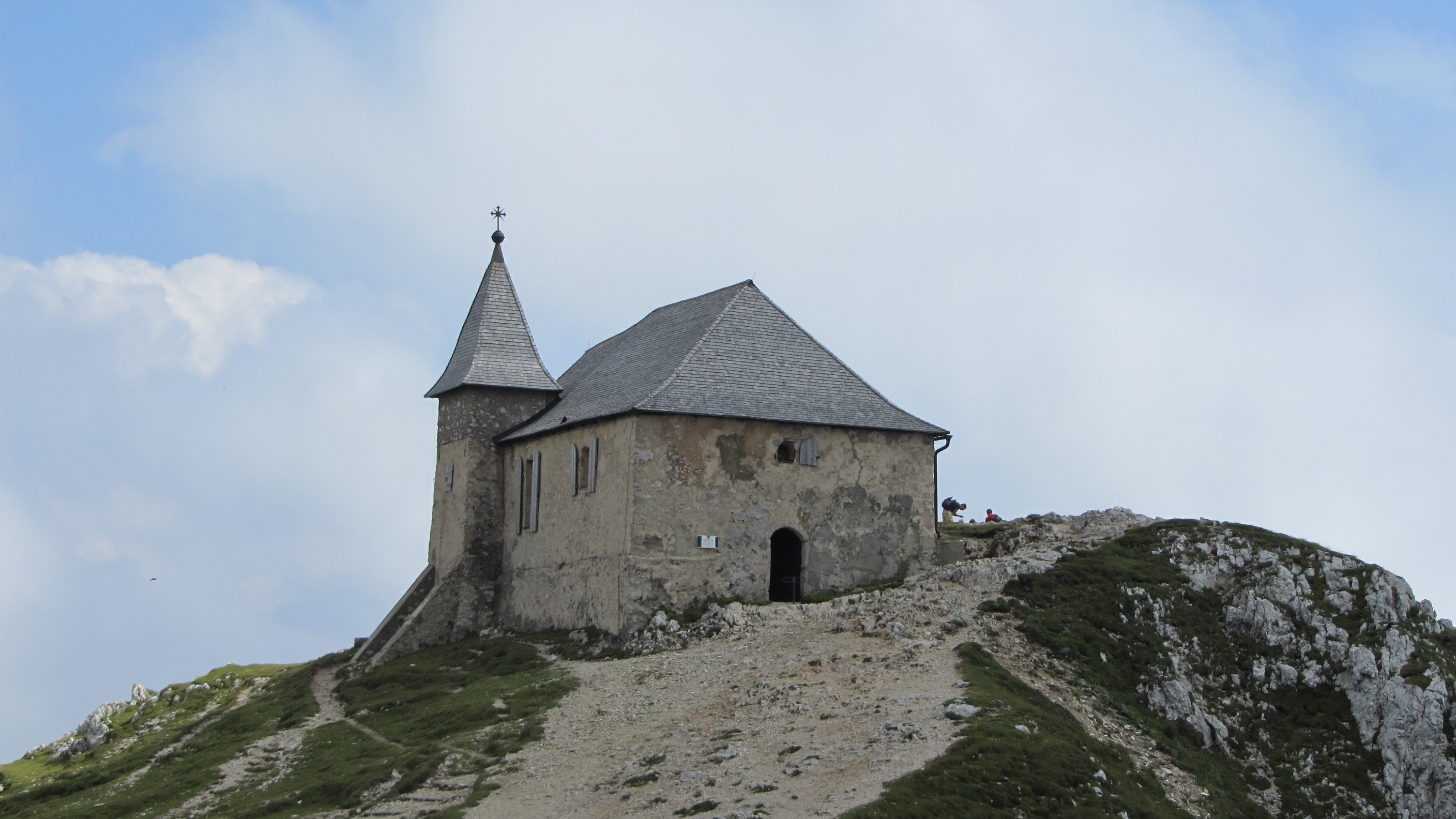
Вхід у каплицю
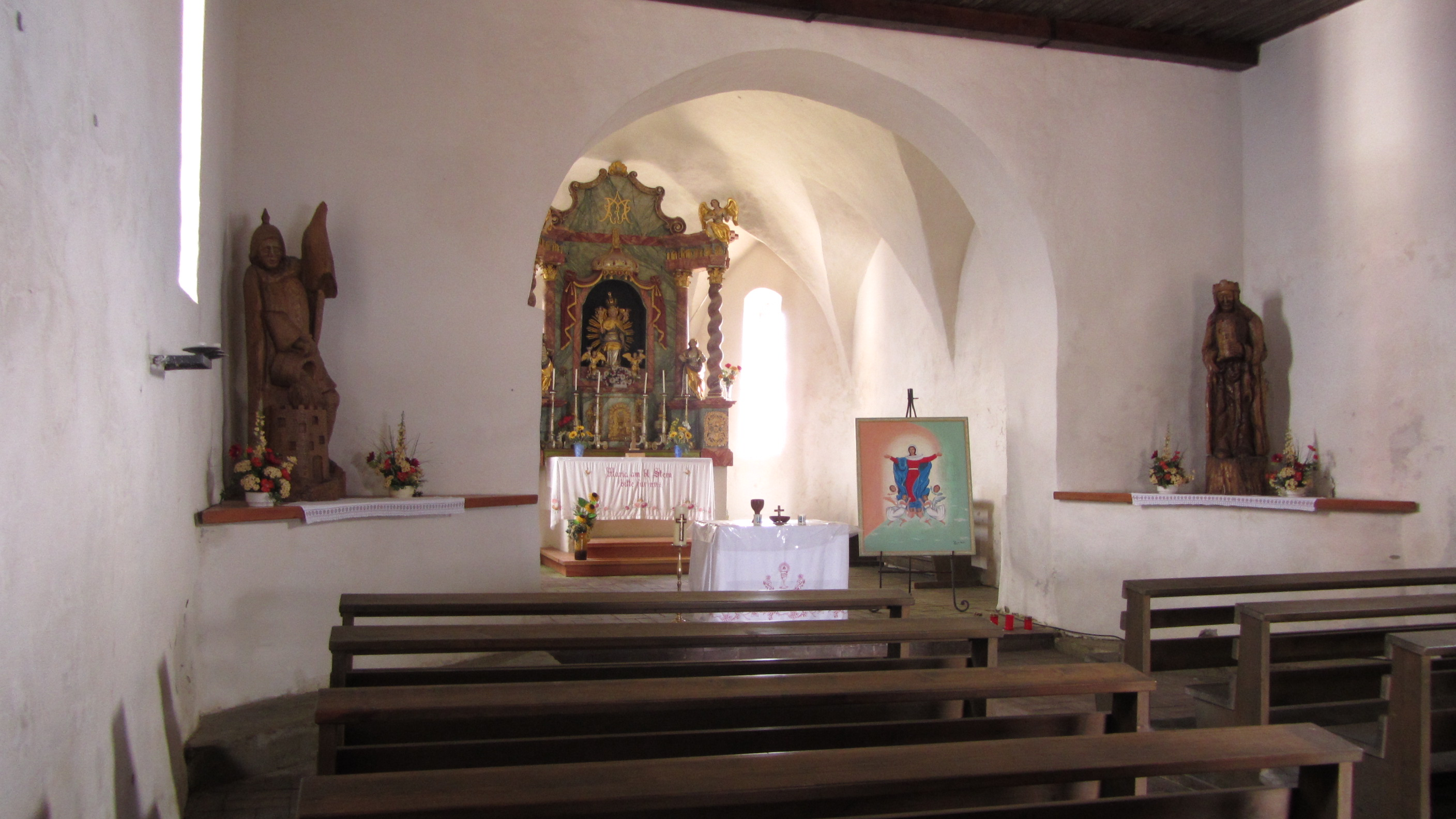
Інтер'єр каплиці

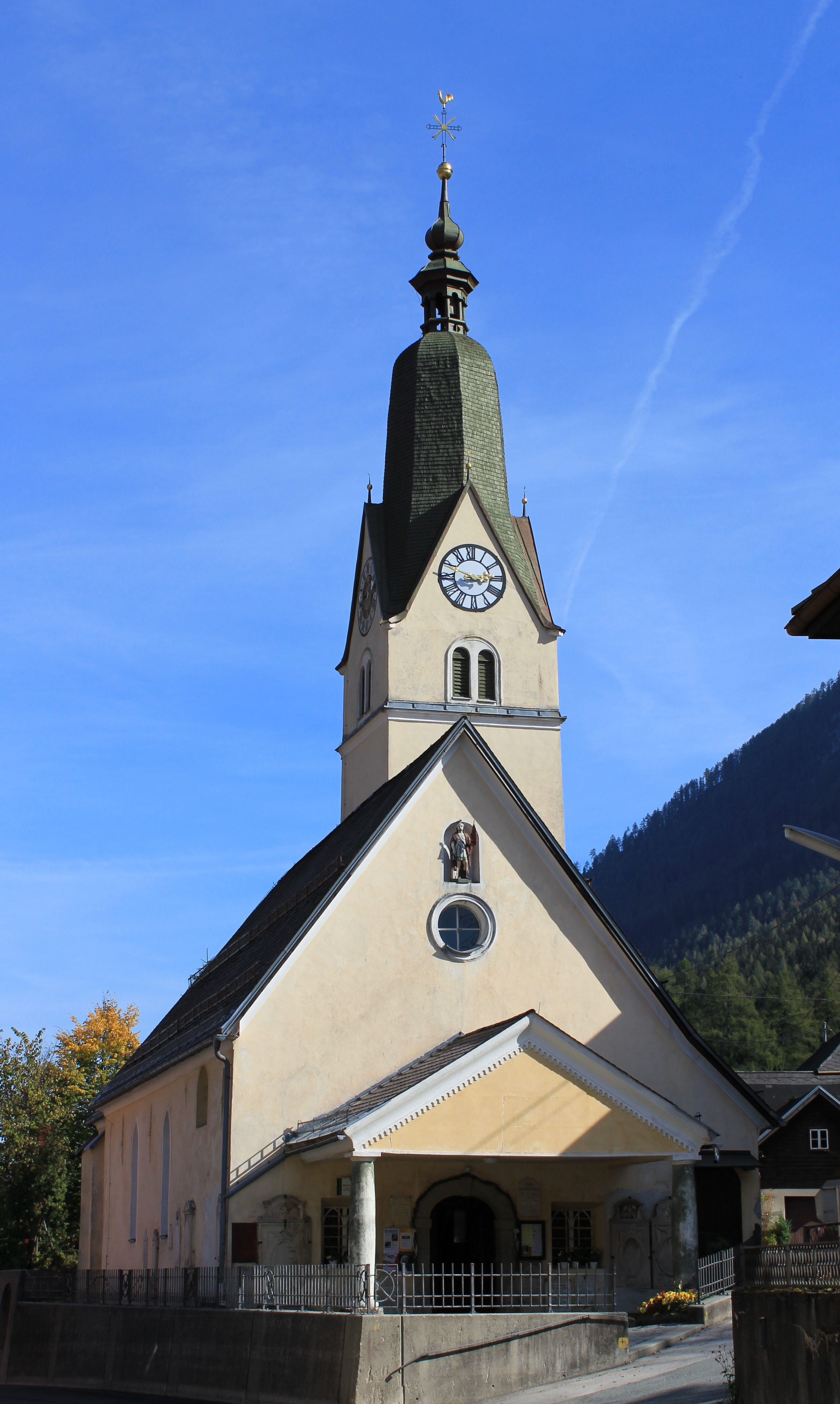
Католицька парафіяльна церква святого Флоріана в Бад-Бляйберзі (1663)

- Католицька парафіяльна церква святого Флоріана[de] в Бад-Бляйберзі збудована у 1663 році та капітально відремонтована у 1858/59 рр.

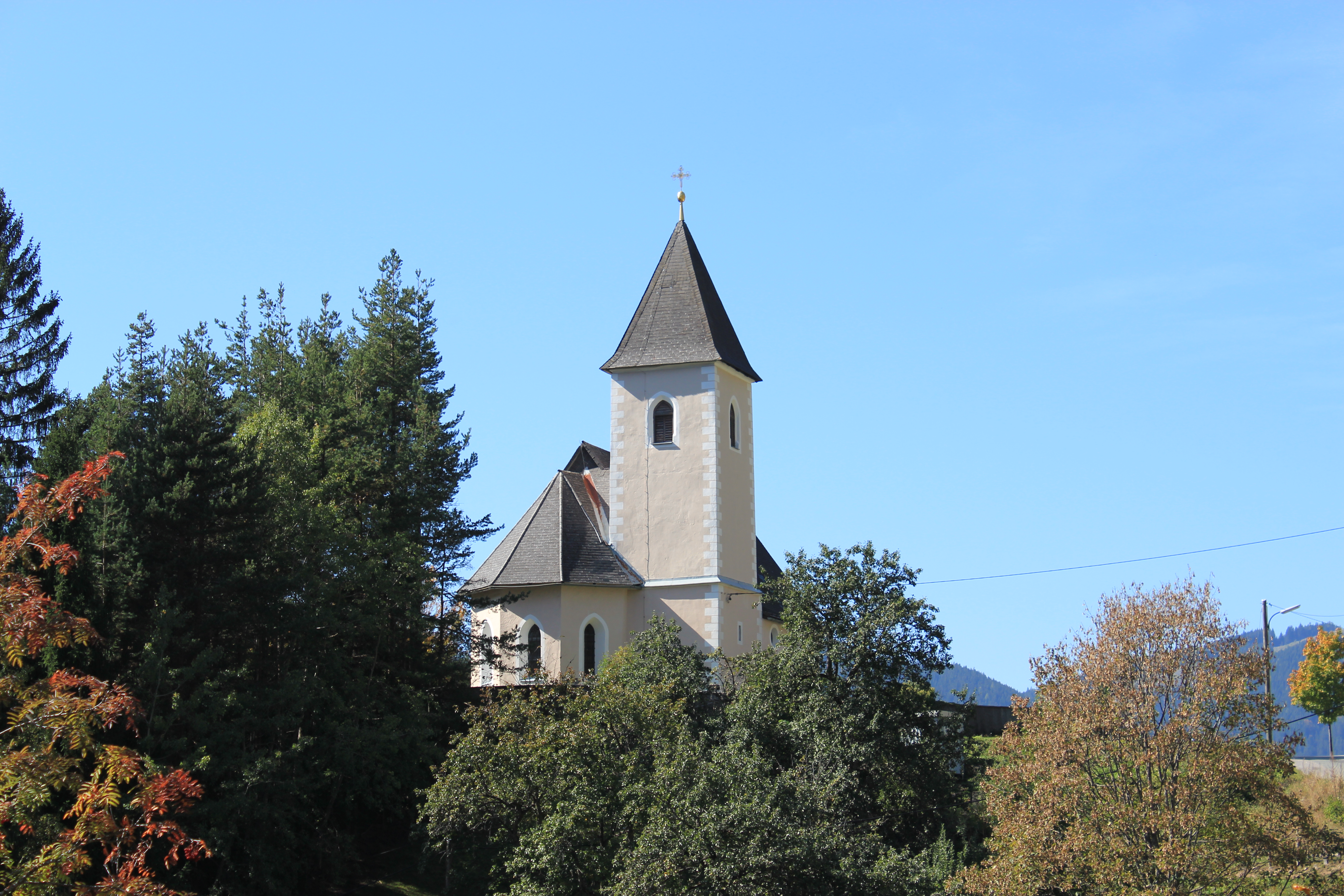
Католицька церква святого Генріха (Блайберг-Кройт)

- Католицька церква святого Генріха[de] – це парафіяльна церква у Блайберг-Кройт. Церква присвячена святому Генріху і його дружині Кунігунде. У 1267 році - каплиця. Як церква вперше згадується у 1498 і 1513 роках.

## Політика
Вибори — 2015
Бургомістр громади — Крістіан Гехер  (нім. Christian Hecher, ULB – Unabhängige Liste Bleiberger Tal) за результатами виборів 2015 року.
Рада представників громади (нім. Gemeinderat) складається з 19 місць:
- Незалежний список "Bleiberger Tal" (ULB) займає 10 місць;
- СДПА займає 7 місць;
- АПС займає 1 місто;
- Зелені займають 1 місто.

## Відомі люди
- Оскар Потіорек (1853–1933) — австро-угорський генерал (фельдцехмейстер) словенського походження

## Місто-побратим
- Прадамано (провінція Удіне,  Італія)

## Виноски
- Офіційна сторінка [Архівовано 10 березня 2018 у Wayback Machine.](нім.)